# Bielin komet
Bielin komet, izgubljeni komet. Uočio ga je prvi Jacques Leibax Montaigne, u Limogesu 8. ožujka 1772. godine. Tijekom iste pojave neovisno ga je otkrio Charles Messier. Također ga je zabilježio Jean-Louis Pons 1805. ali nije bio prepoznat kao isti objekt. Nakon te pojave više puta su pokušali izračunati mu konačnu orbitu Carl Friedrich Gauss (1806.) i Friedrich Bessel (1806.). Gauss i Heinrich Wilhelm Olbers su uočili sličnost između kometa iz 1805. i 1772. ali nisu bili u mogućnosti dokazati svezu.
Otkrio ga 1826. austrijski astronom Wilhelm von Biela (1782. – 1856.). Bio je ophodnog vremena od 6,619 godina, afel 6,19 astronomskih jedinica a perihel 0,86 AJ. Raspao se 1846. na dva dijela, koja su 1856. viđena rastavljena. Njegovom se putanjom giba roj meteora Andromedida (ili Bielida), koji se zapaža sredinom listopada. Bielin komet (označen kao 3D/Biela) bio je putanjom u blizini Zemljine. Nije se ničim odlikovao do 1846., kada mu se jezgra razdvojila. Razdvajanje je nastavljeno pa je 1852. viđen u dva dijela razmaknuta na 2 milijuna kilometara. Nikad više poslije toga nije viđen, ali su se od 1872. umjesto njega počeli javljati meteorski pljuskovi. Tako je dokazano da meteorski rojevi potječu od kometa i stižu njihovim stazama, uzduž kojih se raspršuju. Meteori Bielidi zapažaju se i danas, no u sve manjem broju.
Alternativne oznake su 1772; 1806 I; 1832 III; 1846 II; 1852 III; 1826 D1. Komet je Jupiterove obitelji. Spadao u komete blizu Zemlje (NEC, NEO). SPK-ID je 1000504.

## Andromedidi ili Bielidi
Andromedidi ili Bielidi su meteorski roj kojemu je radijant u zviježđu Andromedi, pojavljuje se od 23. do 27. studenoga. Potječe s putanje Bielina kometa.